# Trojan Room coffee pot

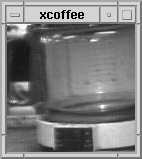
La cafetière affichée dans XCoffee.

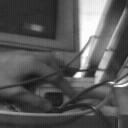
La dernière image de la webcam, montrant l'arrêt du serveur.

La Trojan Room coffee pot (de l'anglais, litt. « cafetière de la salle troyenne ») est la première et l'une des plus célèbres utilisations de webcam. Elle a filmé, de 1991 à 2001, une cafetière dans une salle appelée Trojan Room, au laboratoire informatique de l'université de Cambridge en Angleterre. Elle permettait aux chercheurs du laboratoire d'éviter des trajets inutiles en consultant sur leur poste informatique une image en temps réel du niveau de café restant dans la cafetière. Ses images ont été mises en ligne sur le web en 1993.

## Site web
Les images de la webcam ont été mises en ligne sur le site internet du laboratoire le 22 novembre 1993. Le site a attiré 2,5 millions de visiteurs jusqu'à l'arrêt de la webcam, le 22 août 2001 à 9 h 54 (UTC), après un déménagement dans de nouveaux locaux. La cafetière a ensuite été vendue aux enchères sur eBay pour 3 350 livres sterling au magazine allemand Der Spiegel. Elle est exposée depuis octobre 2016 au Heinz Nixdorf MuseumsForum (en), à Paderborn en Allemagne, où une webcam la filme en direct et retransmet les images sur internet.

## Hommages
L'Hyper Text Coffee Pot Control Protocol fait référence à cette webcam.